# Culturismo femenino

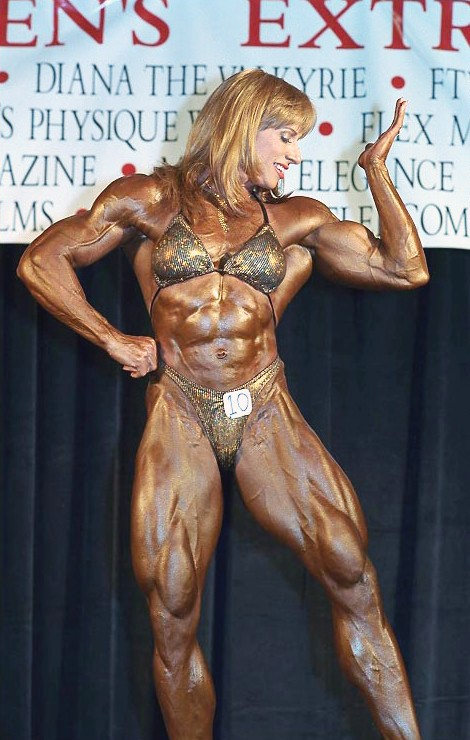
Extravaganza Strength Contest, 2001

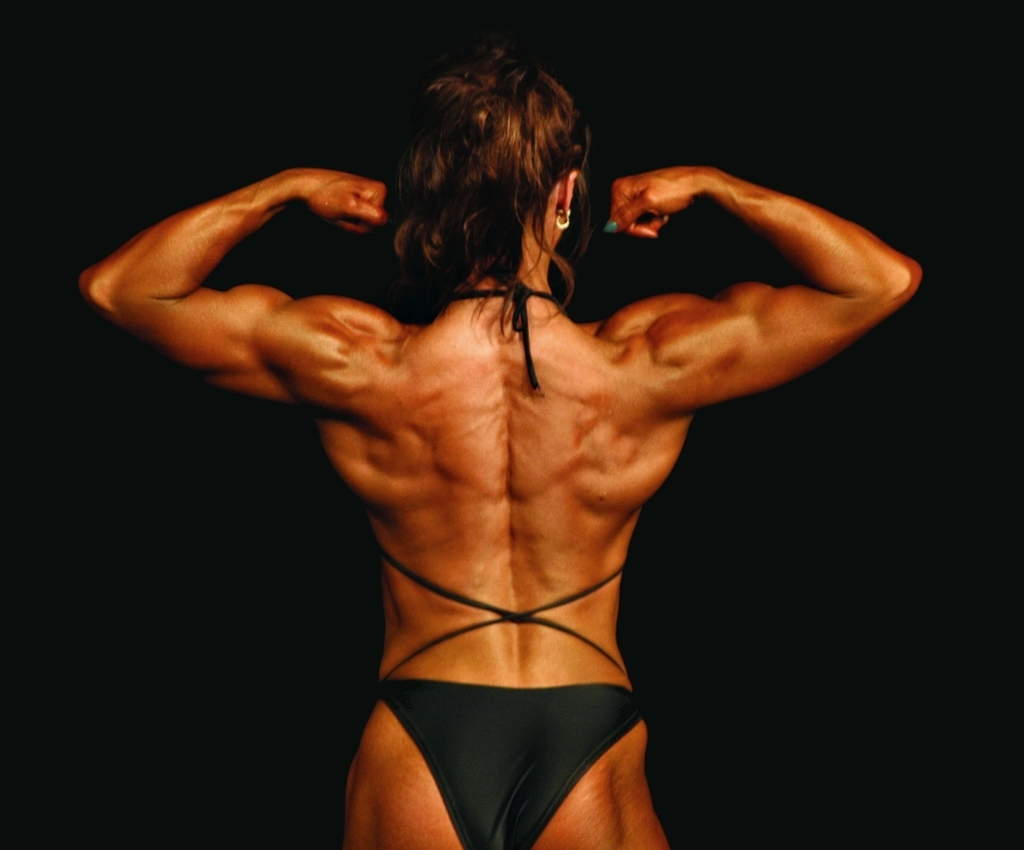
Una culturista posa en el London Classic and Stars of Tomorrow, noviembre de 2007

El culturismo femenino o fisicoculturismo femenino es el componente femenino del culturismo competitivo. Comenzó a finales de los años 1970, cuando las mujeres comenzaron a tomar parte en las competiciones de culturismo.

## Historia

### Inicios
Las competiciones físicas para mujeres se iniciaron al menos en los 1960s, con competiciones como el Miss Physique y Miss Americana. Aun así, estas primeras competiciones de "culturismo" no eran más que competiciones de bikinis. El primer Campeonato Físico Nacional de Mujeres de EE. UU., promovido por Henry McGhee y celebrado en Canton, Ohio en 1978, es generalmente considerado como la primera verdadera competición de culturismo femenino, esto es, la primera competición donde las participantes eran juzgadas únicamente por su musculación (Todd, 1999).
Más competiciones comenzaron a aparecer en 1979. Algunas de estas fueron las siguientes:
- El segundo U.S. Women's National Physique Championship, ganado por Kay Baxter, con Marilyn Schriner segunda y Cammie Lusko tercera.
- El primer IFBB Women's World Body Building Championship, celebrado el 16 de junio, ganado por Lisa Lyon, seguida por Claudia Wilbourn, Stella Martínez, Stacey Bentley y Bette Brown.
- La competición Best In The World, realizado en Warminster, PA el 18 de agosto, incluyendo 5000$ en premios, con 2,500$ para la primera plaza. Patsy Chapman fue la ganadora, seguida por April Nicotra, Bentley, Brown y Carla Dunlap-Kaan. (Levin, 1980)
- El Robby Robinson Classic, realizado en el Embassy Auditorium en Los Ángeles el 25 de agosto. Bentley acabó primera, también ganando el premio de mejores piernas y de mejor posado, seguida por Brown, Lusko y Georgia Miller. (Roark, 2005)

Aunque estos primeros eventos fueron calificados como competiciones de culturismo, las mujeres calzaban zapatos de tacón y no cerraban los puños al posar. Adicionalmente, no se les permitía usar las llamadas "tres poses de hombres": doble bíceps, cangrejo y apertura lateral. Las competiciones eran normalmente realizadas por promotores independientes; el deporte aún carecía de un consejo de administración. Esto cambiaría en 1980.

### 1980 - el inicio de la era moderna
El  National Physique Committee (NPC) realizó la primera competición femenina de los Nacionales en 1980. Desde su inicio, esta ha sido la competición de aficionados de más alto nivel en los EE. UU. Laura Combes ganó la competición inaugural.
El primer Campeonato Mundial de Parejas se celebró en Atlantic City el 8 de abril. La pareja ganadora fue Stacey Bentley y Chris Dickerson, con April Nicotra y Robby Robinson en segundo lugar. Bentley consiguió su tercera victoria consecutiva en la Invitacional de Frank Zane, el 28 de junio, por delante de Rachel McLish, Lynn Conkwright, Suzy Green, Patsy Chapman y Georgia Miller Fudge.
1980 fue también el año del primer Ms. Olympia (inicialmente conocido como el "Miss" Olympia), la competición más prestigiosa para los profesionales. Inicialmente, la competición fue promovida por George Snyder. Las competidoras tenían que mandar sus resúmenes y fotografías y eran seleccionadas directamente por Snyder, basándose en su potencial para ser modelos para la salud de la mujer media americana. La primera ganadora fue Rachel McLish, que también ganó el Campeonato USA de la NPC antes en ese mismo año. La competición fue un momento de cambio para el deporte del culturismo femenino. McLish resultó ser muy promocionable e inspiró a muchas futuras competidoras para que empezaran a entrenar y competir. Stacey Bentley terminó en quinta plaza, en lo que pasó a ser su última competición.

### Los años 80
Rachel McLish se convirtió en la competidora más exitosa de los primeros 80. Perdió su corona del Ms. Olympia acabando segunda frente a Kike Elomaa en 1981, pero la volvió a ganar en 1982. Una nueva competición profesional importante, el Women's Pro World Championship, se celebró por primera vez en 1981 (ganada por Lynn Conkwright). Celebrado anualmente hasta 1989, esta fue la segunda competición más prestigiosa en su tiempo. McLish añadió este título a su colección en 1982. George Snyder perdió los derechos del Mr. Olympia en 1982, y después de esto, las concursantes no fueron elegidas personalmente, siendo calificadas para el ms. Olympia mediante la consecución de resultados en competiciones menores.
Según el deporte creció, el nivel de entrenamiento de las competidoras se incrementó (la mayoría de las competidoras en los primeros shows tenían muy poca experiencia en entrenamiento con pesas) y el deporte evolucionó lentamente hacia físicos más musculados. Esta tendencia comenzó a emerger en 1983. Sin McLish compitiendo en los grandes shows, Carla Dunlap consiguió tanto el título del Pro World como el Ms. Olympia. Dunlap poseía un físico mucho más muscular que McLish o Elomaa y aunque nunca repitió su éxito de 1983, seguiría siendo competitiva durante el resto de la década.
En 1984 una nueva fuerza emergió en el culturismo femenino. Cory Everson ganó el NPC Nationals, derrotando después a McLish en el Ms. Olympia. Con 1'75 m y 68 kilos, el físico de Everson creó un nuevo estándar. Ganaría seis Ms. Olympia consecutivos antes de retirarse invicta como profesional, siendo la única mujer que ha conseguido esto.
La competición Ms. International fue presentada en 1986, ganada en su primera edición por Erika Geisen. La competición no se celebró en 1987, pero volvió con fuerza en 1988. A partir de la desaparición del Pro World Championship después de 1989, el Ms. International ha sido la segunda competición en prestigio detrás del Ms. Olympia. El Ms. International de 1989 fue notorio por el hecho de que la ganadora original, Tonya Knight, fue más tarde descalificada por usar una sustituta para su análisis de drogas en el Ms. Olympia de 1988. Consecuentemente, la subcampeona Jackie Paisley recibió el título de 1989. Knight fue suspendida de las competiciones de la IFBB hasta el final de 1990 y fue forzada a devolver el dinero del premio del Ms. Olympia del 1988 y del Ms. International de 1989, un total de 12.000$ (Merritt, 2006).
La Federación Americana de Mujeres Culturistas fue también fundada durante ese período de tiempo, representando una creciente conciencia sobre las mujeres culturistas en América. Las ganadoras de las competiciones como Laurie Stark ayudaron a popularizar la federación.

### Exposición al público en los 1980s
Durante este período, el culturismo femenino comenzó a conseguir exposición pública. La competidora profesional Anita Gandol causó revuelo al posar para Playboy en 1984, siendo suspendida durante un año por la IFBB.  La competidora holandesa Erika Mes posó desnuda para la edición belga de Playboy en septiembre de 1987, siendo también suspendida por un año (Flex, 2003).
Lori Bowen, ganadora del Campeonato Mundial Profesional de 1984, apareció en un anuncio ampliamente emitido de la cerveza Miller Lite  con Rodney Dangerfield. Además, las competidoras Lynn Conkwright (1982) y Carla Dunlap (1984) fueron incluidas en la competición Superstars de la ABC.
En 1985, una película llamada Pumping Iron II: The Women fue estrenada. Esta película documentaba la preparación de varias mujeres para el Campeonato de la Copa Mundial del Caesars Palace. Los competidores principales en la película fueron Kris Alexander, Lori Bowen, Lydia Cheng, Carla Dunlap, Bev Francis y Rachel mcLish. En aquel momento, Francis era en realidad levantadora de peso, aunque pronto hizo una transición exitosa al culturismo, convirtiéndose en una de las principales competidoras de finales de los 80 y primeros 90.
Durante muchos años en la mitad de los 80, hizo la cobertura de la NBC de la competición Ms. Olympia en su programa Sportsworld. Las grabaciones eran emitidas meses después de la competición y eran usadas normalmente como material secundario de relleno para programas que incluían eventos como boxeo. Típicamente las emisiones incluían solo a las mejores competidoras. Aun así, Cory Everson y algunas de las principales competidoras estaban recibiendo cobertura en la TV nacional.